# Władimir Kapłunow
Władimir Josifowicz Kapłunow, ros. Владимир Иосифович Каплунов (ur. 2 marca 1933 w Kriukowie w Kraju Krasnojarskim, zm. 11 grudnia 2015 w Odincowie) – rosyjski sztangista reprezentujący Związek Socjalistycznych Republik Radzieckich, srebrny medalista olimpijski, wielokrotny medalista mistrzostw świata oraz Europy w podnoszeniu ciężarów.

## Biografia
Władimir Kapłunow z Syberii został wybrany do radzieckiej kadry narodowej w 1961, po zdobyciu srebrnego medalu w wadze lekkiej na mistrzostwach ZSRR. W kolejnym roku zdobył w mistrzostwach kraju medal złoty, podobnie jak w latach 1963 i 1964. Rok 1962 był prawdopodobnie najlepszym w karierze Kapłunowa, ponieważ oprócz tytułu mistrza ZSRR zdobył także tytuły mistrza świata i Europy (ten ostatni zdobył ponownie w 1964). Inne jego medale na ważnych turniejach międzynarodowych to srebro na igrzyskach olimpijskich w 1964, srebro na mistrzostwach świata w 1964, brąz na mistrzostwach świata w 1963 i 1965, a na mistrzostwach Europy srebro w 1965 i brąz w 1963. W 1966 Kapłunow zmienił wagę na średnią, ale w niej odniósł tylko jeden sukces, zdobywając brąz na mistrzostwach ZSRR w 1966. W swojej karierze ustanowił 10 rekordów świata w wadze lekkiej: pięć w wyciskaniu, dwa w podrzucie i trzy dwuboju/trójboju, a także dwa rekordy świata w wadze średniej – oba w wyciskaniu. 
Po zakończeniu kariery sportowej pracował jako trener podnoszenia ciężarów w Odincowie, w obwodzie moskiewskim.

## Sukcesy medalowe

### Letnie igrzyska olimpijskie
- Tokio 1964 –  srebrny medal (waga lekka)

### Mistrzostwa świata
- Budapeszt 1962 –  złoty medal (waga lekka)
- Sztokholm 1963 –  brązowy medal (waga lekka)
- Tokio 1964 –  srebrny medal (waga lekka) – mistrzostwa rozegrano w ramach zawodów olimpijskich
- Teheran 1965 –  brązowy medal (waga lekka)

### Mistrzostwa Europy
- Budapeszt 1962 –  złoty medal (waga lekka)
- Sztokholm 1963 –  brązowy medal (waga lekka)
- Moskwa 1964 –  złoty medal (waga lekka)
- Sofia 1965 –  srebrny medal (waga lekka)